# Chevrolet Monte Carlo (1970–1972)
Der Chevrolet Monte Carlo der Modelljahre 1970 bis 1972 ist ein Coupé der oberen Mittelklasse, das die zum General-Motors-Konzern gehörende Automobilmarke Chevrolet vor allem auf amerikanischen Märkten verkaufte. Diese Generation wird intern als Serie 138, 1H bezeichnet. Sie ist die erste Generation der insgesamt sechs Serien umfassenden und mit Unterbrechungen bis 2007 angebotenen Modellfamilie Monte Carlo. Technisch ist die erste Monte-Carlo-Generation von Chevrolets zeitgenössischen mittelgroßen Familienwagen abgeleitet. Er gehört zu den Personal Luxury Cars. Sein Markterfolg veranlasste die konkurrierenden Konzerne Chrysler und Ford, Mitte der 1970er-Jahre ähnliche Autos in ihre Programme aufzunehmen.

## Entstehungsgeschichte
Der Chevrolet Monte Carlo wurde in der Absicht entwickelt, für die Marke Chevrolet ein Gegenstück zum erfolgreichen Intermediate-Coupé Pontiac Grand Prix zu schaffen. Zum Modelljahr 1969 war die zweite Generation des Grand Prix auf den Markt gekommen. Sie war betont sportlich ausgelegt. Der Monte Carlo griff auf die gleiche technische Basis zurück wie der Grand Prix, war aber komfortbetonter ausgerichtet. Bei seinem Erscheinen kostete er etwa 600 US-$ weniger als der Pontiac.
Die erste Baureihe des Monte Carlo wurde in den Modelljahren 1970 bis 1972 verkauft. In dieser Zeit änderten sich Technik und Design nur geringfügig. Insgesamt verkaufte Chevrolet von der ersten Generation 439.393 Fahrzeuge, darunter waren 5742 SS 454.
Zum Modelljahr 1973 erschien die zweite Generation des Monte Carlo, die bei weitgehend unveränderter Technik und ähnlichen Abmessungen vor allem eine neue Karosserie zeigte.

## Modellbeschreibung

### Karosserie

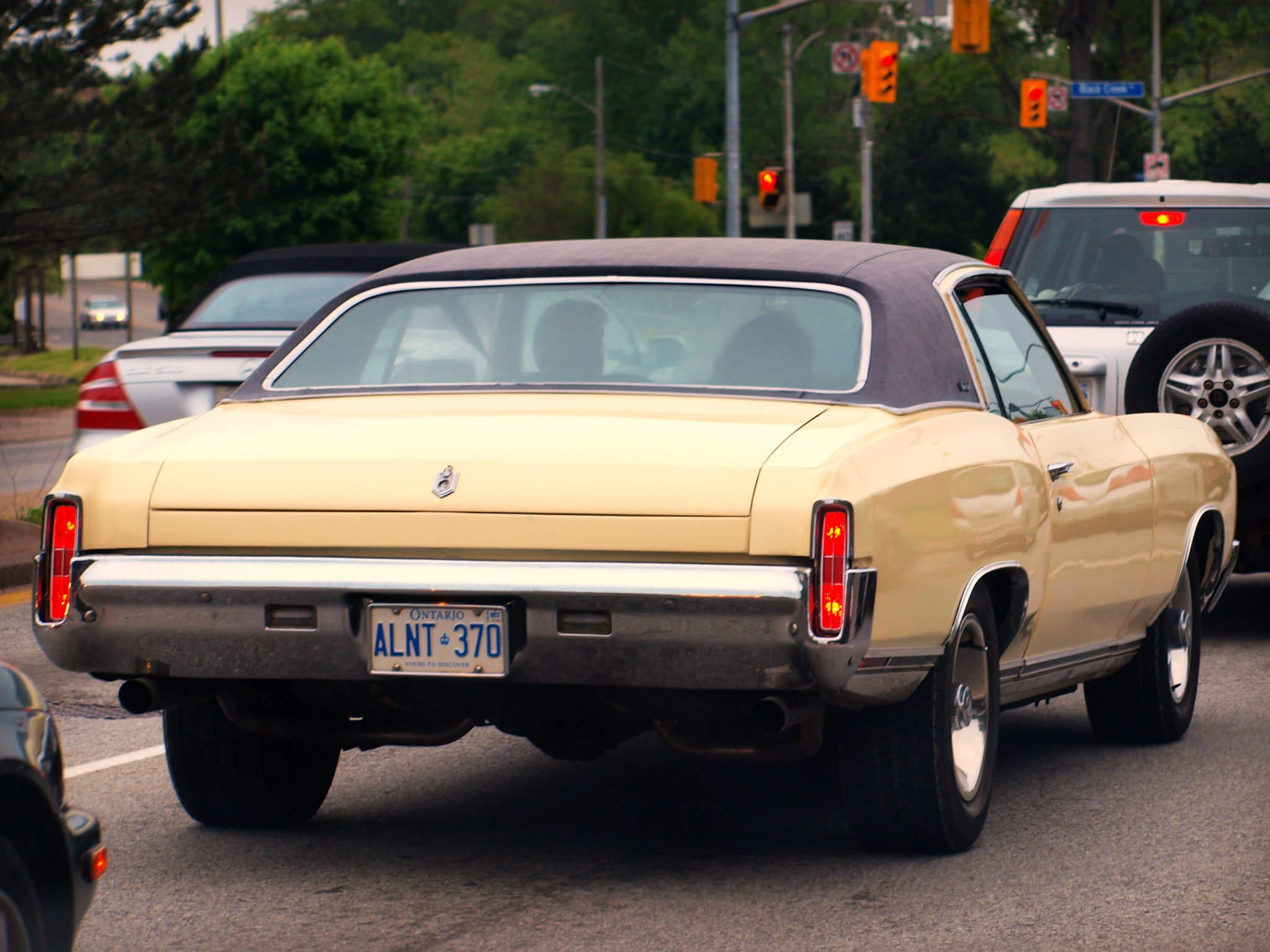
Chevrolet Monte Carlo

Der Chevrolet Monte Carlo der ersten Generation ist ein viersitziges, zweitüriges Stufenheckcoupé. Die Gestaltung ging auf David Holls zurück. Im Bereich der hinteren Kotflügel nimmt sie die Form des 1971 eingeführten Cadillac Fleetwood Eldorado vorweg. Auch die schmalen, senkrecht stehenden Rückleuchten greifen ein Cadillac-Motiv auf. Das Dach konnte auf Wunsch mit Vinylbezug in kontrastierender Farbe ausgestattet werden.
Die Karosserie besteht aus Stahlblech. Alle Monte Carlos der ersten Generation haben eine Windschutzscheibe aus Verbund-Sicherheitsglas (VSG), die Seitenscheiben und die Heckscheibe bestanden aus Einscheiben-Sicherheitsglas (ESG).

### Chassis und Fahrwerk
Die erste Monte-Carlo-Generation basiert auf einer leicht überarbeiteten Version der A-Plattform von General Motors, die im Falle des Monte Carlo als G-Body bezeichnet wird. Der Monte Carlo ist deshalb unter anderem mit dem zeitgenössischen Intermediate-Modell Chevrolet Chevelle eng verwandt. Im Gegensatz zum zweitürigen Chevelle Coupé mit verkürztem Radstand hat der ebenfalls zweitürige Monte Carlo die ungekürzte Plattform des viertürigen Chevelle Sedan und auch dessen Radstand.
Tragende Grundlage ist ein separater Rahmen. Der Karosserieteil von der Spritzwand bis zum Heck ist in einem Stück geschweißt, die Front wurde komplett auf einen Hilfsrahmen geschraubt.
Der Monte Carlo hat an der Vorderachse Einzelradaufhängung mit ungleich langen Dreieckslenkern und hinten eine Starrachse mit Längslenkern. Vorder- und Hinterachse haben Schraubenfedern. An den Vorderrädern sind Scheibenbremsen und hinten Trommelbremsen montiert. Ein Bremskraftverstärker und Zweikreisbremssystem gehörten zur Serienausstattung.

### Antrieb und Kraftübertragung
Die Monte-Carlo-Coupés der ersten Baureihe werden ausschließlich von Achtzylinder-V-Motoren angetrieben. Erhältlich waren Small-Block- oder Big-Block-Motoren mit 5,7, 6,6 und 7,5 Liter Hubraum. Sie unterscheiden sich durch die Länge des Motorblocks und die Bohrung der Zylinder, die in der Regel weniger als 4 Zoll bzw. 101,6 mm beträgt. Lediglich der LF-400-Small-Block mit 6,6 Liter (400 in3) Hubraum hat eine Bohrung von 4,126 Zoll bzw. 104,9 mm. Die Leistung der Motoren variiert in den einzelnen Modelljahren.
Bezüglich der Kraftübertragung gab es drei Wahlmöglichkeiten. Im Programm standen ein Zweigang-Powerglide-Automatikgetriebe (für die 5,7-Liter-Motoren), eine Dreigang-Turbo-Hydramatic oder ein Viergang-Schaltgetriebe. Die meisten Monte Carlos wurden mit der aufpreispflichtigen Turbo-Hydramatic verkauft.

### Maße und Gewichte
Der Monte Carlo hat einen Radstand von 2946 mm (116 Zoll) bei einer Gesamtlänge von 5227 mm (205,8 Zoll). Die Spurweite beträgt vorn 1532 mm (60,3 Zoll) und hinten 1506 mm (59,3 Zoll), die Fahrzeughöhe 1336 mm (52,6 Zoll) und die Breite 1897 mm (74,7 Zoll).

## Die einzelnen Modelljahre

### 1970

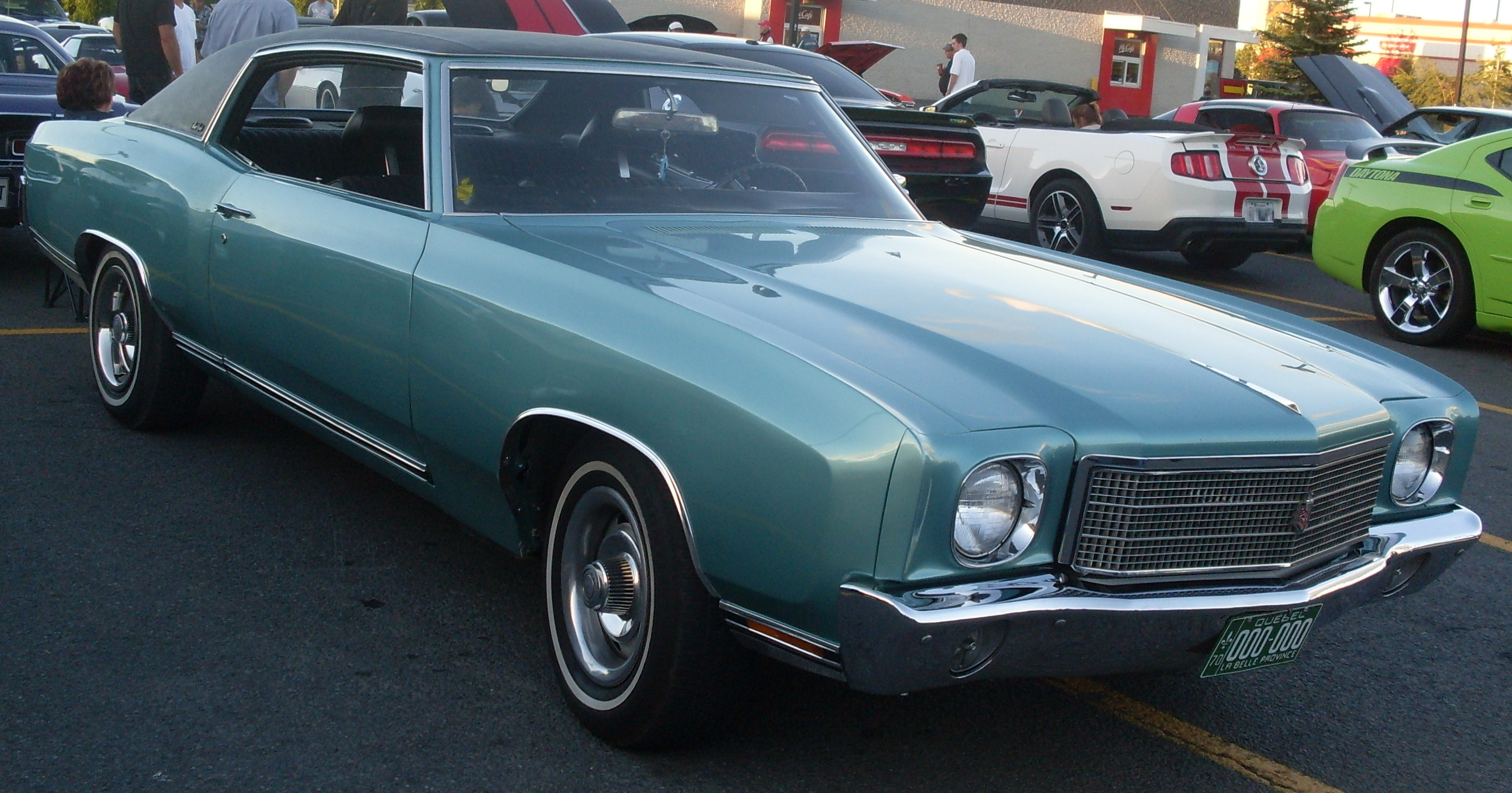
Chevrolet Monte Carlo (Modelljahr 1970)

Im September 1969 begann in den USA das Modelljahr 1970. Zu dieser Zeit debütierte die erste Version des Monte Carlo Coupé. In diesem Jahr hat der Monte Carlo einen verchromten, rechteckigen Kühlergrill, der ein feines Gittermuster aus 720 kleinen Quadraten mit zwei horizontalen Querstreben trägt und in dessen Mitte ein verchromtes und rotes Wappenemblem mit einem korinthischen Helm angebracht ist, ferner runde Scheinwerfer mit runden Chromeinfassungen, runde Blinkleuchten-Standlichter-Kombieinheiten, die direkt unter den Scheinwerfern in die vordere Stoßstange eingelassen sind, und von einer Chromleiste eingefasste Rücklichter.
Eine Servolenkung mit variablem Übersetzungsverhältnis (rund 100 USD), elektrische Fensterheber und Zentralverriegelung, Klimaanlage (46 USD), elektrische Sitze (rund 110 USD), Einzelsitze, Mittelkonsole und anderes Zubehör waren aufpreispflichtig erhältlich und ließen den Preis für einen voll ausgestatteten Monte Carlo auf mehr als 5000 Dollar steigen. Der Einstieg begann bei 3123 USD mit dem kleinsten V8.
Neben dem Basismodell war eine sportlich aufgemachte Super-Sport-Variante erhältlich. Die Motorisierungen reichten vom 5,7-Liter-V8-Motor mit 250 brutto SAE-PS bis zum 7,5-Liter-V8-Motor (360 brutto SAE-PS) im SS 454.
Im ersten Jahr wurden 145.975 Fahrzeuge verkauft.
| Angebotene Motoren des Modelljahrs 1970             | Angebotene Motoren des Modelljahrs 1970                                            | Angebotene Motoren des Modelljahrs 1970                                            | Angebotene Motoren des Modelljahrs 1970                                            | Angebotene Motoren des Modelljahrs 1970                                            | Angebotene Motoren des Modelljahrs 1970                                            |
| Chevrolet Monte Carlo                               | 350                                                                                | 350                                                                                | 400                                                                                | 402                                                                                | 454                                                                                |
| --------------------------------------------------- | ---------------------------------------------------------------------------------- | ---------------------------------------------------------------------------------- | ---------------------------------------------------------------------------------- | ---------------------------------------------------------------------------------- | ---------------------------------------------------------------------------------- |
| Bestellcode                                         | Std. (L65)                                                                         | L48                                                                                | LF6                                                                                | LS3                                                                                | LS5                                                                                |
| Motorname                                           | Turbo-Fire (Small Block Chevrolet)                                                 | Turbo-Fire (Small Block Chevrolet)                                                 | Turbo-Jet (Big Block Chevrolet)                                                    | Turbo-Jet (Big Block Chevrolet)                                                    | Turbo-Jet (Big Block Chevrolet)                                                    |
| Motorart                                            | Ottomotor                                                                          | Ottomotor                                                                          | Ottomotor                                                                          | Ottomotor                                                                          | Ottomotor                                                                          |
| Motorarbeitsverfahren                               | Viertakt                                                                           | Viertakt                                                                           | Viertakt                                                                           | Viertakt                                                                           | Viertakt                                                                           |
| Motorbauart                                         | 8-Zylinder-V-Motor, längseingebaut                                                 | 8-Zylinder-V-Motor, längseingebaut                                                 | 8-Zylinder-V-Motor, längseingebaut                                                 | 8-Zylinder-V-Motor, längseingebaut                                                 | 8-Zylinder-V-Motor, längseingebaut                                                 |
| Bankwinkel                                          | 90°                                                                                | 90°                                                                                | 90°                                                                                | 90°                                                                                | 90°                                                                                |
| Ventilsteuerung                                     | OHV, zwei hängende Ventile mit zentraler Nockenwelle, Stößelstangen und Kipphebeln | OHV, zwei hängende Ventile mit zentraler Nockenwelle, Stößelstangen und Kipphebeln | OHV, zwei hängende Ventile mit zentraler Nockenwelle, Stößelstangen und Kipphebeln | OHV, zwei hängende Ventile mit zentraler Nockenwelle, Stößelstangen und Kipphebeln | OHV, zwei hängende Ventile mit zentraler Nockenwelle, Stößelstangen und Kipphebeln |
| Nockenwellenantrieb                                 | Kette                                                                              | Kette                                                                              | Kette                                                                              | Kette                                                                              | Kette                                                                              |
| Hubraum                                             | 5733 cm3 (350 in3)                                                                 | 5733 cm3 (350 in3)                                                                 | 6570 cm3 (400 in3)                                                                 | 6603 cm3 (402 in3)                                                                 | 7446 cm3 (454 in3)                                                                 |
| Bohrung × Hub                                       | 101,6 mm × 88,4 mm (4 in × 3,48 in)                                                | 101,6 mm × 88,4 mm (4 in × 3,48 in)                                                | 104,8 mm × 95,2 mm (4,125 in × 3,75 in)                                            | 104,9 mm × 95,5 mm (4,126 in × 3,76 in)                                            | 108 mm × 101,6 mm (4,25 in × 4 in)                                                 |
| Bremsleistung (brutto SAE-PS) bei Drehzahl in min−1 | 250 SAE-HP bei 4800                                                                | 300 SAE-HP bei 4800                                                                | 256 SAE-HP bei 4400                                                                | 330 SAE-HP bei 4800                                                                | 360 SAE-HP bei 4400                                                                |
| max. brutto Drehmoment bei min−1                    | 468 Nm (345 lbf·ft) bei 2800                                                       | 515 Nm (380 lbf·ft) bei 3200                                                       | 542 Nm (400 lbf·ft) bei 2400                                                       | 556 Nm (410 lbf·ft) bei 3200                                                       | 678 Nm (500 lbf·ft) bei 3600                                                       |
| Verdichtung                                         | 9,0 : 1                                                                            | 9,0 : 1                                                                            | 9,0 : 1                                                                            | 10,25 : 1                                                                          | 10,25 : 1                                                                          |
| Gemischaufbereitung                                 | ein Fallstrom-Doppelvergaser                                                       | ein Fallstrom-Doppel-Registervergaser                                              | ein Fallstrom-Doppelvergaser                                                       | ein Fallstrom-Doppel-Registervergaser                                              | ein Fallstrom-Doppel-Registervergaser                                              |
| Quellen:                                            |                                                                                    |                                                                                    |                                                                                    |                                                                                    |                                                                                    |

### 1971

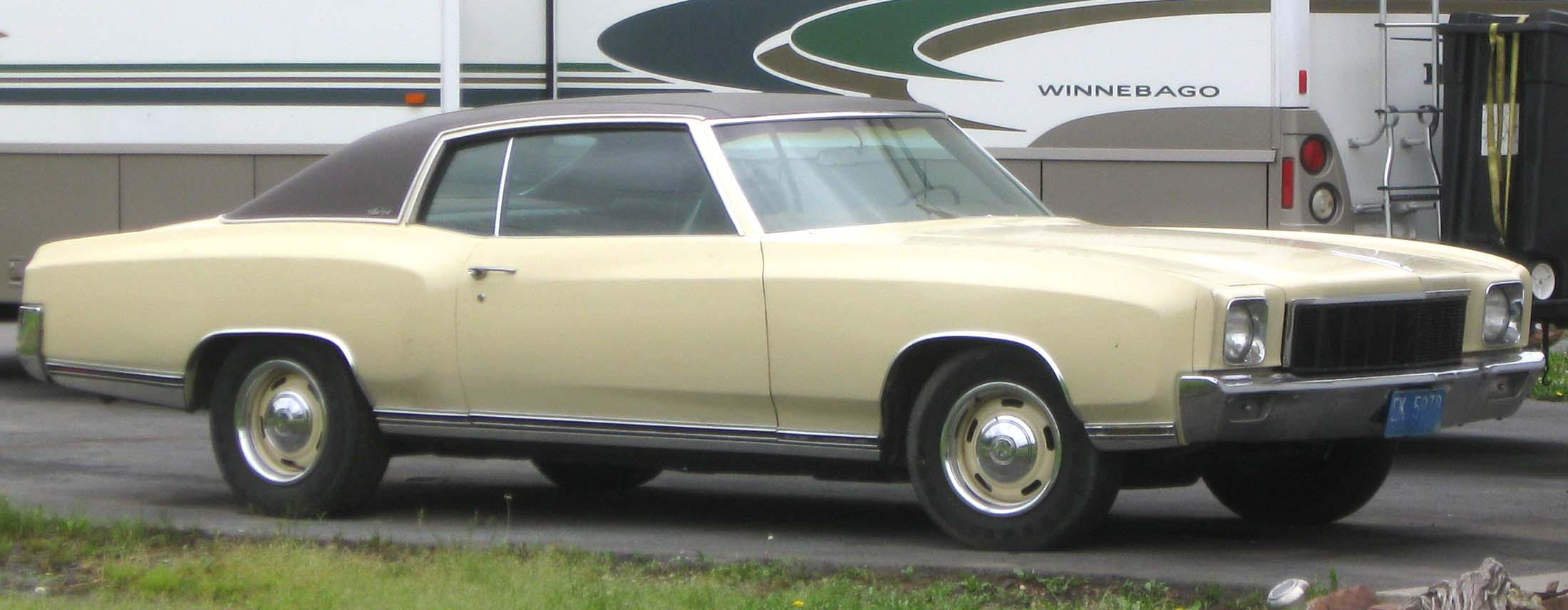
Chevrolet Monte Carlo Coupé (1971)

Das 1971er Modell sah kleinere Styling-Änderungen, hauptsächlich kosmetischer Art. Die Einfassungen der runden Scheinwerfer wurden fast quadratisch mit rechteckigen vorderen Standlichtern. Der Kühlergrill hatte keine horizontalen Trennlinien und die Öffnungen waren rechteckig. Der Motorhaubenspeer enthielt ein stehendes Ornament mit dem Schriftzug „Chevrolet“. Das Grillemblem trug die Jahreszahl 1971 in römischen Ziffern. Das Schlüsselloch des Kofferraumschlosses war mit dem Monte-Carlo-Wappen umgeben. Die Rücklichter hatten zwei horizontale und eine vertikale Chromleiste. Technisch blieb der Wagen weitgehend unverändert. Bei den Motoren wurde das Verdichtungsverhältnis herabgesetzt, um normales, bleifreies Benzin verwenden zu können, wie es die GM-Firmenleitung vorschrieb.
Die Modelljahresproduktion betrug 112.599 Fahrzeuge.
| Angebotene Motoren des Modelljahrs 1971             | Angebotene Motoren des Modelljahrs 1971 | Angebotene Motoren des Modelljahrs 1971 | Angebotene Motoren des Modelljahrs 1971 | Angebotene Motoren des Modelljahrs 1971 | Angebotene Motoren des Modelljahrs 1971 |
| Chevrolet Monte Carlo                               | 350                                     | 350                                     | 402                                     | 454                                     | 454                                     |
| --------------------------------------------------- | --------------------------------------- | --------------------------------------- | --------------------------------------- | --------------------------------------- | --------------------------------------- |
| Bestellcode                                         | Std. (L65)                              | L48                                     | LS3                                     | LS5                                     | LS6                                     |
| Motorname                                           | Turbo-Fire (Small Block Chevrolet)      | Turbo-Fire (Small Block Chevrolet)      | Turbo-Jet (Big Block Chevrolet)         | Turbo-Jet (Big Block Chevrolet)         | Turbo-Jet (Big Block Chevrolet)         |
| Bremsleistung (brutto SAE-PS) bei Drehzahl in min−1 | 245 SAE-HP bei 4800                     | 270 SAE-HP bei 4800                     | 300 SAE-HP bei 4800                     | 365 SAE-HP bei 4800                     | 425 SAE-HP bei 5600                     |
| Bremsleistung (netto SAE-PS) bei Drehzahl in min−1  | 165 SAE-HP bei 4000                     | 175 SAE-HP bei 4000                     | 260 SAE-HP bei 4400                     | 285 SAE-HP bei 4000                     | 325 SAE-HP bei 5600                     |
| max. brutto Drehmoment bei min−1                    | 475 Nm (350 lbf·ft) bei 2800            | 488 Nm (360 lbf·ft) bei 3200            | 542 Nm (400 lbf·ft) bei 3200            | 630 Nm (465 lbf·ft) bei 3200            | 644 Nm (475 lbf·ft) bei 4000            |
| max. netto Drehmoment bei min−1                     | 380 Nm (280 lbf·ft) bei 2400            | 393 Nm (290 lbf·ft) bei 2400            | 468 Nm (345 lbf·ft) bei 3200            | 528 Nm (390 lbf·ft) bei 3200            | 678 Nm (390 lbf·ft) bei 3600            |
| Verdichtung                                         | 8,5 : 1                                 | 8,5 : 1                                 | 8,5 : 1                                 | 8,5 : 1                                 | 9,0 : 1                                 |
| Gemischaufbereitung                                 | ein Fallstrom-Doppelvergaser            | ein Fallstrom-Doppel-Registervergaser   | ein Fallstrom-Doppel-Registervergaser   | ein Fallstrom-Doppel-Registervergaser   | ein Fallstrom-Doppel-Registervergaser   |
| Quelle:                                             |                                         |                                         |                                         |                                         |                                         |

### 1972

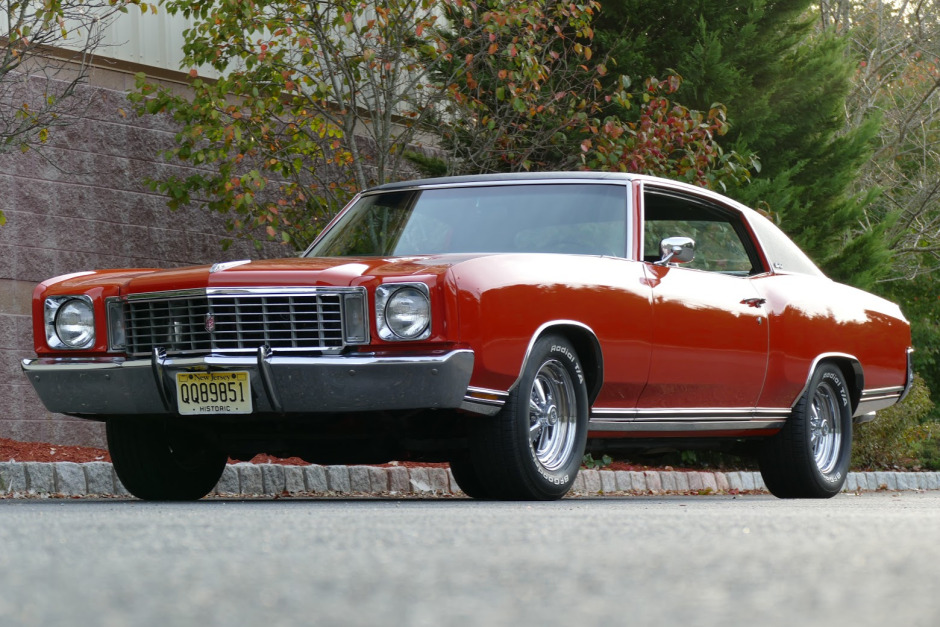
Chevrolet Monte Carlo 1972

Ein Cadillac-ähnliches Kühlergitter mit größeren Maschen, das der Kühlermaske des Chevrolet Caprice von 1971 ähnelte, rechteckige vordere Standlichter, die an den linken und rechten Rand des Kühlergrills neben die Scheinwerfer verschoben wurden, ein breiterer „Motorhaubenspeer“ und eine hintere Zierleiste aus Metall unterstrichen die Änderungen am Monte Carlo von 1972, dem letzten Jahr für das Design der ersten Generation. Das SS-Paket wurde gestrichen, aber eine neue Monte-Carlo-Custom-Option erschien als einjähriges Angebot, das ein spezielles Fahrwerk und andere Elemente enthielt, die zuvor in der SS-Option enthalten waren. Im Gegensatz zum SS-Paket war es mit jedem Motor der Modellpalette erhältlich. Die Monte-Carlo-Custom-Plakette war ähnlich wie die des Impala Custom.
Die Motoren waren weitgehend unverändert, aber eine branchenweite Umstellung auf Netto-SAE-PS-Zahlen führte zu einer Reduzierung der Nennleistung aller Chevrolet-Motoren. Chevrolet gab für 1972 keine Brutto-PS-Zahlen an. Da der SS 454 entfiel, war eine 274 SAE-PS (ca. 201 kW) leistende Variante des 7,5-Liter-Motors stärkstes lieferbares Triebwerk.
1972 wurde 180.819 Monte Carlo verkauft.
| Angebotene Motoren des Modelljahrs 1972            | Angebotene Motoren des Modelljahrs 1972 | Angebotene Motoren des Modelljahrs 1972 | Angebotene Motoren des Modelljahrs 1972 | Angebotene Motoren des Modelljahrs 1972 |
| Chevrolet Monte Carlo                              | 350                                     | 350                                     | 402                                     | 454                                     |
| -------------------------------------------------- | --------------------------------------- | --------------------------------------- | --------------------------------------- | --------------------------------------- |
| Bestellcode                                        | Std. (L65)                              | L48                                     | LS3                                     | LS5                                     |
| Motorname                                          | Turbo-Fire (Small Block Chevrolet)      | Turbo-Fire (Small Block Chevrolet)      | Turbo-Jet (Big Block Chevrolet)         | Turbo-Jet (Big Block Chevrolet)         |
| Bremsleistung (netto SAE-PS) bei Drehzahl in min−1 | 165 SAE-HP bei 4000                     | 175 SAE-HP bei 4000                     | 240 SAE-HP bei 4400                     | 270 SAE-HP bei 4000                     |
| max. netto Drehmoment bei min−1                    | 380 Nm (280 lbf·ft) bei 2400            | 380 Nm (280 lbf·ft) bei 2400            | 468 Nm (345 lbf·ft) bei 3200            | 678 Nm (390 lbf·ft) bei 3200            |
| Verdichtung                                        | 8,5 : 1                                 | 8,5 : 1                                 | 8,5 : 1                                 | 8,5 : 1                                 |
| Gemischaufbereitung                                | ein Fallstrom-Doppelvergaser            | ein Fallstrom-Doppel-Registervergaser   | ein Fallstrom-Doppel-Registervergaser   | ein Fallstrom-Doppel-Registervergaser   |
| Quelle:                                            |                                         |                                         |                                         |                                         |

## Konkurrenzmodelle anderer Konzerne
Der Monte Carlo verkaufte sich seit Herbst 1969 jährlich in meist sechsstelligen Stückzahlen. GMs Konkurrenten Chrysler und Ford hatten in den frühen 1970er-Jahren kein vergleichbares Fahrzeug im Programm: Die Pony-Cars Ford Mustang und Dodge Challenger waren kleiner als der Monte Carlo und fielen betont sportlich aus, während die teuren Coupés wie der Ford Thunderbird deutlich größer waren. Mit Blick auf den Erfolg des Monte Carlo sahen Chrysler und Ford gute Marktchancen für eigene höherwertige Coupés im Intermediate-Segment.
Ford brachte 1974 den Elite als komfortbetonte Variante des sportlichen Mercury Cougar XR-7 heraus. Chrysler entwickelte den zweitürigen Chrysler Cordoba, der zum Modelljahr 1975 erschien und das kleinste Auto der Marke Chrysler seit mehr als zehn Jahren war, sowie dessen nahezu gleiches Schwestermodell Dodge Charger SE; beide Varianten basierten auf der hauseigenen B-Plattform und waren eng mit dem Dodge Coronet verwandt. Beide Autos waren von der ersten Generation des Monte Carlo beeinflusst, erschienen allerdings erst, als bereits die zweite Monte-Carlo-Serie auf dem Markt war.